# Nass El Ghiwane
 Nass El Ghiwane  (in arabo ناس الغيوان‎?, Nās al-Ghiwān, letteralmente "la gente della trance") a volte chiamati "i Rolling Stones dell’Africa", sono un gruppo musicale storico del Marocco, nato nel 1971 a Casablanca nel quartiere Hay el Mohammadi. I fondatori del gruppo sono Laarbi Batma, Boujmia Hagour, Omar Sayed, Allal Yaala, Moulay Abdelaziz Tahiri e Abdelrahman Kirouche alias Paco. I loro pezzi hanno segnato diverse generazioni in Marocco.

## Storia del gruppo
I Nass El Ghiwane sono nati a Casablanca nel 1971. Usano strumenti musicali tradizionali e compongono canzoni in versi in arabo dialettale, raccontando la realtà sociale del Marocco. I testi contengono molti proverbi, detti e rinvii alla saggezza popolare.
I membri fondatori del gruppo, L’arbi Batma, Omar Sayed, Boujmi’ e Allal, si sono incontrati a Casablanca nel quartiere Hay el Muhammadi, il più povero della città ma anche il più variegato e vivace. Questo li ha portati ad essere ricordati anche come awlad al hay, "i figli del quartiere", appunto perché provenienti dal Hay el Muhammadi, nel quale erano anche vicini di casa. Qui i Nass El Ghiwane hanno maturato quel senso critico verso la società, scaturito da rabbia, frustrazione e abbandono, che continuano a esternare con la  loro musica.
I Nass El Ghiwane si collocano nel panorama culturale del Marocco degli anni Settanta, in cui la scena musicale era dominata dalla musica libanese ed egiziana. In questo contesto, la loro musica era un forte motivo di innovazione.

## Formazione

### Formazione attuale
- Omar Sayed - voce, percussioni, bendir
- Allal Yaâla - banjo, liuto
- Abderahaman Paco - guembri (1974-presente)
- Rachid Batma - voce, tabl (1996-presente)
- Hamid Batma - guembri (2000-presente)
- Abdelkrim Chifa - banjo

### Ex componenti
- Mahmoud Saadi - voce
- Abderhmane Kirouche - voce, guembri (1971-2012)
- Boujmîa Hagour - voce 1974
- Larbi Batma - voce, tabl
- Moulay Abdelaziz Tahiri - guembri (-1974)

## Discografia

### Album in studio
- 1973 - As Sinya
- 1974 - El Hassada
- 1975 - Wannadi Ana / Erraghaya
- 1976 - Sobhane Allah
- 1977 - Narjak Ana La M'Chite / Echams Ettalâa / Daïyne
- 1979 - Lebtana
- 1981 - Zad El Hame
- 1983 - El Maana
- 1997 - Salama
- 1998 - Wannabi Ana
- 2000 - Hommage à Boudjemma
- 2004 - Aalli Ou Khalli
- 2006 - La Légende
- 2007 - Ennehla Chama
- 2010 - Maydoum El Hal